# Pauridiantha efferata
Pauridiantha efferata är en måreväxtart som beskrevs av Nicolas Hallé. Pauridiantha efferata ingår i släktet Pauridiantha och familjen måreväxter. Inga underarter finns listade i Catalogue of Life.